# 利夫里弗鎮區 (伊利諾伊州奧格爾縣)
利夫里弗鎮區（英語：Leaf River Township）是位於美國伊利諾伊州奧格爾縣的一個行政鎮區。

## 地方資料
根據2010年美國人口普查的數據，利夫里弗鎮區的面積為92.60平方千米，當中陸地面積為92.60平方千米，而水域面積為0.00平方千米。當地共有人口1080人，而人口密度為每平方千米11.66人。